# Budy (Lubichowo)
Budy (deutsch Budda) ist ein Dorf mit rund 30 Einwohnern in der nordpolnischen Landgemeinde Lubichowo (deutsch Liebichau) im Powiat Starogardzki der Woiwodschaft Pommern. Der historische deutsche Name Budda bedeutet Bude.

## Geografische und naturräumliche Lage

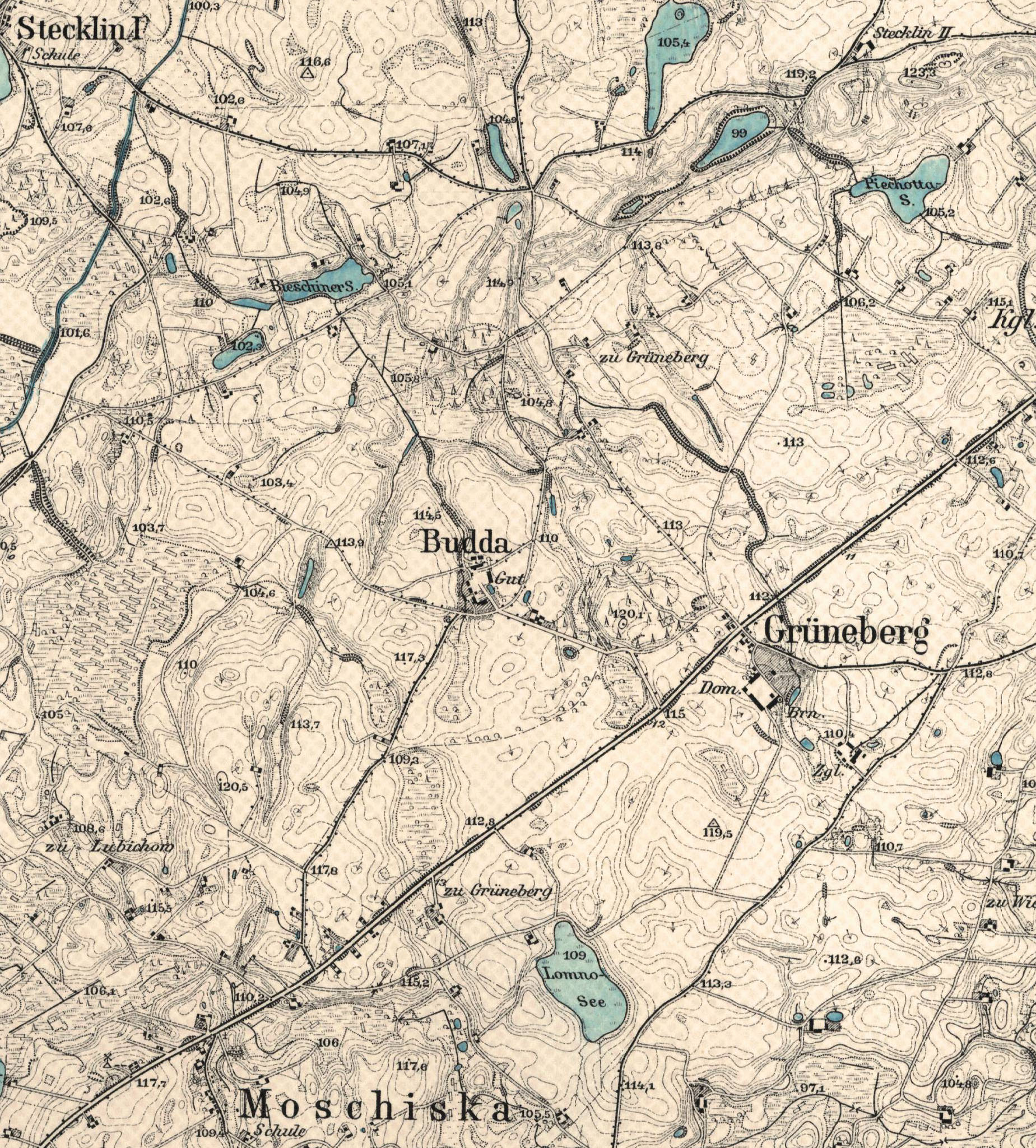
Budda mit Gut und Umgebung. Preußische Landesaufnahme 1908, Messtischblatt (1:25.000).

Budy liegt rund 4 Kilometer östlich von Lubichowo, 12 Kilometer südwestlich von Starogard Gdański (deutsch Preußisch Stargard) und 56 Kilometer südlich von Danzig. Das kleine Dorf befindet sich im westlichen Weichselraum auf dem Baltischen Landrücken nahe der Tucheler Heide, einer typischen weichselglazialen Sanderfläche.

## Geschichte
Budda war ein Teil der historischen preußischen Provinz Westpreußen. 1920 wurde dieses Gebiet dem wieder errichteten polnischen Staat angegliedert.

### Namensgebung, Erbpachtgut
Nach Angabe des westpreußischen Pfarrers und Historikers Bernhard Stadié führte der Ort ehemals die Bezeichnung „Grüneberger Bude“, war also eine Bude beziehungsweise Teerbude des östlich gelegenen Nachbardorfes Grüneberg (heute Zielona Góra). Grüneberg wurde wahrscheinlich vom Deutschritterorden angelegt und erstmals 1373 im Schenkungsprivilegium des Dorfes Kottys, ausgestellt von Winrich von Kniprode, als Grenzort Stargards erwähnt. Zu der Grüneberger Bude gehörte das Vorwerk Lippinken (von lippa = Linde) gehört. Aus Bude ist später Budda geworden.
1770 verlieh der Starost Alexander Hilarius von Potulicki das mitten im Wald gelegene Landstück als Erbpacht. Der Erbpächter Buddas erhielt das Recht, das gesamte Holz umzuhauen und Felder daraus zu machen. Die Erbpacht schloss die Fischereigerechtigkeit auf dem See Maliniec (aus malinia = Himbeere) ein.

### Landgut Budda
In der zweiten Hälfte des 19. Jahrhunderts war das Landgut Budda im Besitz von Iwan Siewert, einem früheren Hauptmann des preußischen Heeres, und Helene Siewert, geborene von Baehr. Die Familie betrieb auf dem abgelegenen Gut Ackerbau, Viehzucht und eine kleine Stärkeproduktion. Iwan Siewert war zudem in den 1870er- und 1880er-Jahren Amtsvorsteher des Amtsbezirks Liebichau. Zu den zahlreichen Kindern des Paares zählten die Malerin Clara Siewert (1862–1945) und die Schriftstellerin Elisabeth Siewert (1867–1930), die auf dem Gut geboren wurden und aufwuchsen. Die lange vergessenen und 2008 wiederentdeckten Werke der Schwestern enthalten sehr viele Darstellungen beziehungsweise Beschreibungen des Landguts.

## Budda im künstlerischen Werk der Siewert-Schwestern
Clara Siewert verarbeitete ihre thematische Vorliebe für Mystisches, Märchen und literarische Stoffe, die auf ihre Kindheit auf dem Gut zurückging, in expressiv-leidenschaftlichen, von psychischer Zerrissenheit geprägten Bildern. Auch die vielfach autobiographischen Romane, Erzählungen und Novellen Elisabeth Siewerts kreisen um ihre Erinnerungen an Kindheit und Landschaft in Budda und spiegeln die zeitgenössische Lebenswirklichkeit der Region wider.

### Elisabeth Siewert, Schriftstellerin
So schrieb sie in der Erinnerung Die Heimat, die in der von der Frauenrechtlerin Helene Lange gegründeten Zeitschrift Die Frau 1912 veröffentlicht wurde:

„Ich war einmal auf Budda zu Hause, das war ein kleines Landgut östlich gelegen, ein nicht sehr ergiebiges Grundstück. Es hatte weder ein schönes Wohnhaus, noch einen stilvollen Garten; Wälder konnte es nicht aufweisen, es gab nur Gebüsche an Wiesenrändern,  Baumgruppen auf Hügeln und eine Schonung von geringer Ausdehnung. Ihm war auch nicht der Reichtum eines Sees geworden, dafür gab es ein paar Teiche in den Feldern. Auf einem kleinen Teil des Ackers Weizen zu bauen, war eine Kühnheit, die sich durchaus nicht jedes Jahr rechtfertigte; der Untergrund war kalt. Von strotzenden Wiesen konnte man nicht sprechen. Ein mageres Landgut, wohl, aber Budda spielte unter den großen festen Landgütern, die es umgaben, den Proteus. Ich sage, es ging da nicht mit rechten Dingen zu, auch nicht mit unrechten, ich kann eher sagen: es ging da mit höheren Dingen zu. Budda vermochte es, sich hundertfach zu verwandeln, es steigerte sich über sich hinaus, es gab willig den Schauplatz für die unbescheidensten, verwegensten Vorgänge; es versagte nie, wenn es herausgefordert wurde. Idyllisch und heroisch, zigeunerhaft und aristokratisch, träumerisch, transzendental konnte es sein […].[…] Sein Frühling war und war nicht zu fassen: Budda wurde griechisch. […] sein Boden hob sich, seine Lüfte schwankten um Reichtümer; seine armen Wiesen jubelten und triumphierten. Was konnte es alles! Was gab es seinen Kindern!“

Im autobiographisch geprägten Roman Die schönen Herbsttage (1903) beschrieb sie das Budda vergleichbare Romangut Ruhla als „ein kleines Gut im unfruchtbarsten Teil Westpreußens“, das der Besitzer, der „kein echter Landwirt ist, […] wie eine Katze im Sack gekauft [und] teuer bezahlt“ habe. Die „talentvollen, zarten, vornehmen“ Bewohner seien „von Schulden überlastet“ und lebten in ständigen „Sorgen um das Allernotwendigste“. Auch in Drei Schwestern (1906) thematisierte sie ein verarmtes Gut bei Preußisch Stargard: „So lange die Kinder denken konnten, hatten ihre Eltern in Geldsorgen gesteckt, dabei war der Zuschnitt der Lebensführung durchaus herrschaftsmäßig.“

### Clara Siewert, Malerin

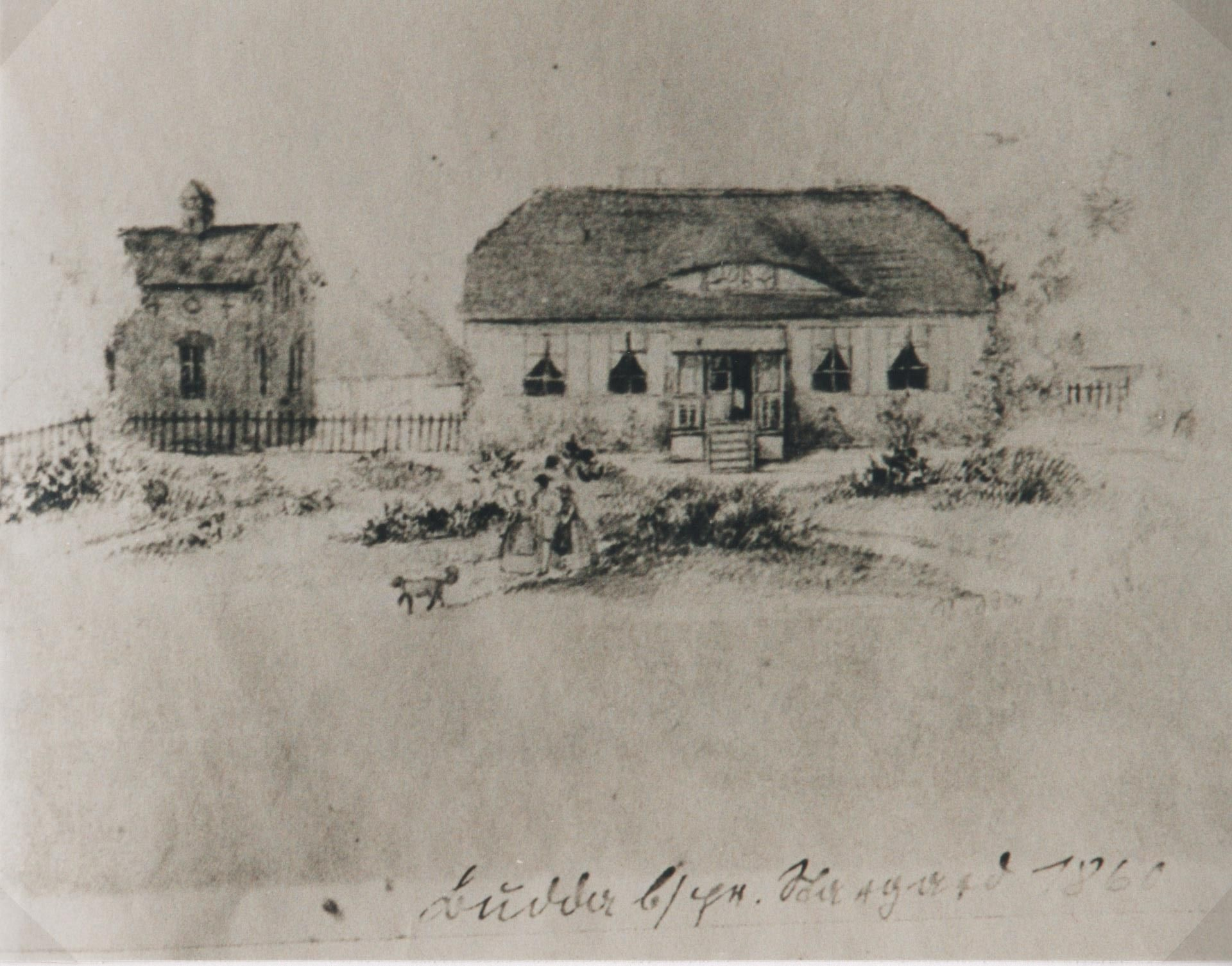
Landgut Budda 1860, Zeichnung von Helene Siewert

Die Mutter der Schwestern, Helene Siewert, sorgte für eine frühe künstlerische Prägung der Kinder und betrieb bis zu ihrer Heirat selbst Malstudien. Auf Budda führte sie ein Familienbuch, in dem sie die alltäglichen Begebenheiten mit Poesie notierte und mit Zeichnungen illustrierte (siehe nebenstehende Zeichnung des Guts).
Für die Wiederentdeckung des Werks der Malerin Clara Siewert und durch die ausstellungsbegleitende Monografie auch des Werks Elisabeth Siewerts sorgte 2008 die Ausstellung Clara Siewert – zwischen Traum und Wirklichkeit im Kunstforum Ostdeutsche Galerie Regensburg. Der gleichnamige Begleitband zur Ausstellung listet folgende Werke der Malerin mit direktem Bezug zu Budda und Umgebung; die angegebenen Werk-Nummern beziehen sich auf den Werkkatalog in dieser Monografie:
- Stehender Mann und Pflügender (um 1890/1900; Nr. 92). Bleistift auf grauem Papier, 24,7 × 33,5 cm (im Ausstellungskatalog Gurlitt 1936 als Polnische Arbeiter betitelt).
- Westpreußische Landschaft (um 1890/1900; Nr. 107). Feder, schwarze Tusche, 16 × 26,2 cm.
- Das Abenteuer der Oijamizza (um 1900/1910; Nr. 73). Feder, schwarze Tusche, 22,9 × 40 cm (die Schwester Elisabeth veröffentlichte 1928 im Band Der Sumbuddawald eine Novelle mit dem leicht abweichenden Titel Die Abenteuer der Oijamitza).
- Studie zum Wandbild „Ring des Polykrates“ (vor 1903; Nr. 69). Feder, schwarze Tusche, 15,4 × 15,3 cm (Studie zu einem Bild, das Clara Siewert auf die Wand des Gesindehauses in Budda gemalt haben soll).
- Tucheler Heide (Waldstudie) (um 1910; Nr. 111). Blei- und Farbstift auf grauem Papier, 32,8 × 19,7 cm.
- Alte polnische Kätnerin (in Budda) (um 1910; Nr. 24). Tempera, Graphit, 25,5 × 30 cm.
- Ein Schweinehirte (um 1925; Nr. 14). Mischtechnik (Tempera) auf Tuch, 124 × 95 cm.
- Drei dahinjagende Reiter (um 1925; Nr. 33). Gouache, farbige Kreiden, Kohle und Bleistift, 45 × 62 cm.

Ferner wurde 2012 auf der Ausstellung Käthe Kollwitz und ihre Kolleginnen in der Berliner Secession (1898–1913)  von Clara Siewert gezeigt:
- Budda (1888). Öl auf Leinwand, 47 × 74 cm (Das Bild zeigt die Eltern und die Geschwister Rosa, Victoria, Elisabeth und Alexander sitzend am Tisch in einer Stube des Landguts).[15]

Darüber hinaus gehen eine Vielzahl weiterer Werke, wie ihr Hexenzyklus (div. Nr.), das Märchen vom Machandelbaum (Nr. 109), und auch verschiedene Porträts auf die Mythen-, Märchen- und Erfahrungswelt der westpreußischen Heimat Clara Siewerts zurück.